# Cabo Sudeste da Tasmânia

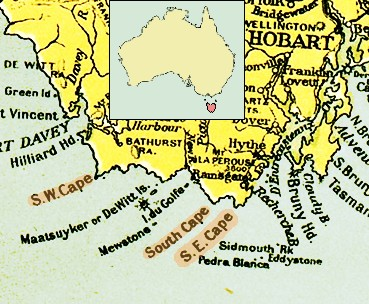
Mapa de 1916 da costa meridional da Tasmânia

O Cabo Sudeste (em inglês:  South East Cape) é o ponto mais meridional da ilha da Tasmânia, na Austrália.

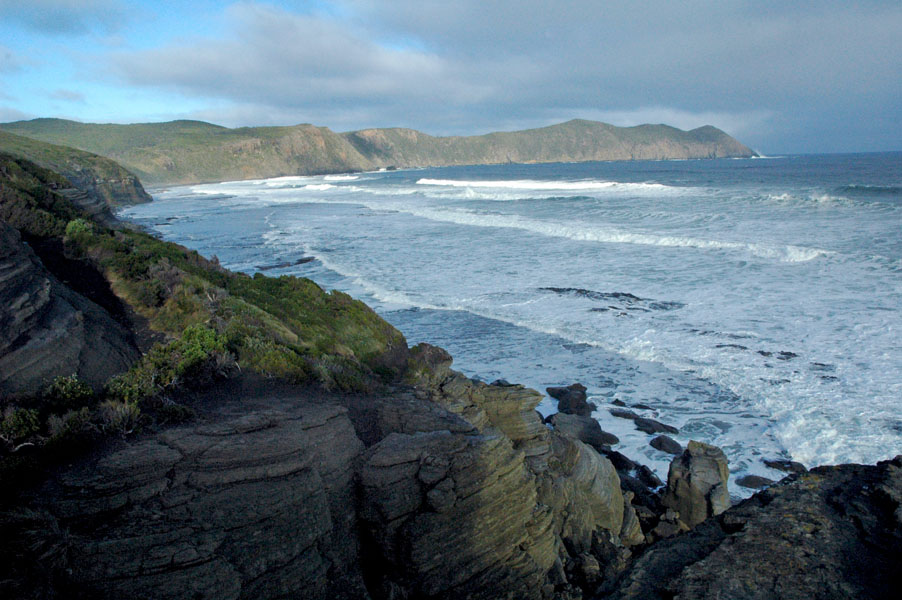
Cabo Sudeste, Tasmânia.

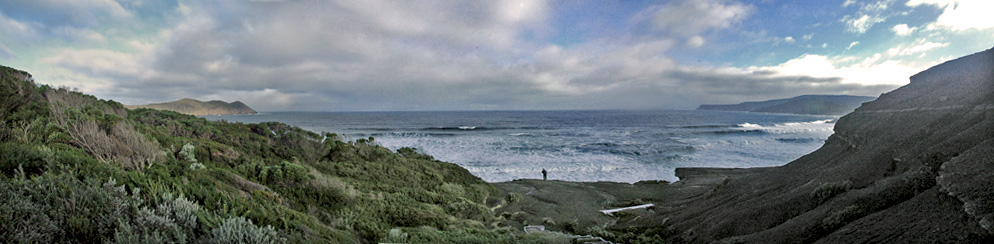
South Cape Bay, Tasmânia.